# 佐里亞內 (波洛希區)
47°22′53″N 37°1′52″E / 47.38139°N 37.03111°E
佐里亞內（烏克蘭語：Зоряне）是位於烏克蘭東南部的村莊，由扎波羅熱州波洛希區的羅濟夫卡市鎮負責管轄。該村處於羅濟夫卡附近，始建於1823年，面積0.119平方公里，海拔高度222米。